# Mattia Mannini
Mattia Mannini (Sarzana, 8 de julio de 2006) es un futbolista italiano que juega como centrocampista en la S. S. Juve Stabia de la Serie B.

## Estadísticas

### Clubes
Actualizado al último partido disputado el 14 de diciembre de 2023.
| Club                | Div.          | Temporada     | Liga  | Liga  | Copas nacionales | Copas nacionales | Copas internacionales | Copas internacionales | Total | Total |
| Club                | Div.          | Temporada     | Part. | Goles | Part.            | Goles            | Part.                 | Goles                 | Part. | Goles |
| ------------------- | ------------- | ------------- | ----- | ----- | ---------------- | ---------------- | --------------------- | --------------------- | ----- | ----- |
| A. S. Roma · Italia | 1.ª           | 2023-24       | 0     | 0     | 0                | 0                | 1                     | 0                     | 1     | 0     |
| A. S. Roma · Italia | Total club    | Total club    | 0     | 0     | 0                | 0                | 1                     | 0                     | 1     | 0     |
| Total carrera       | Total carrera | Total carrera | 0     | 0     | 0                | 0                | 1                     | 0                     | 1     | 0     |